# 1051
 Năm 1051 là một năm trong lịch Julius. 